# Akela fulva
Akela fulva är en spindelart som beskrevs av Sarah Creecie Dyal 1935. Akela fulva ingår i släktet Akela och familjen hoppspindlar. Inga underarter finns listade i Catalogue of Life.